# リッサ海戦

海戦の初期配置

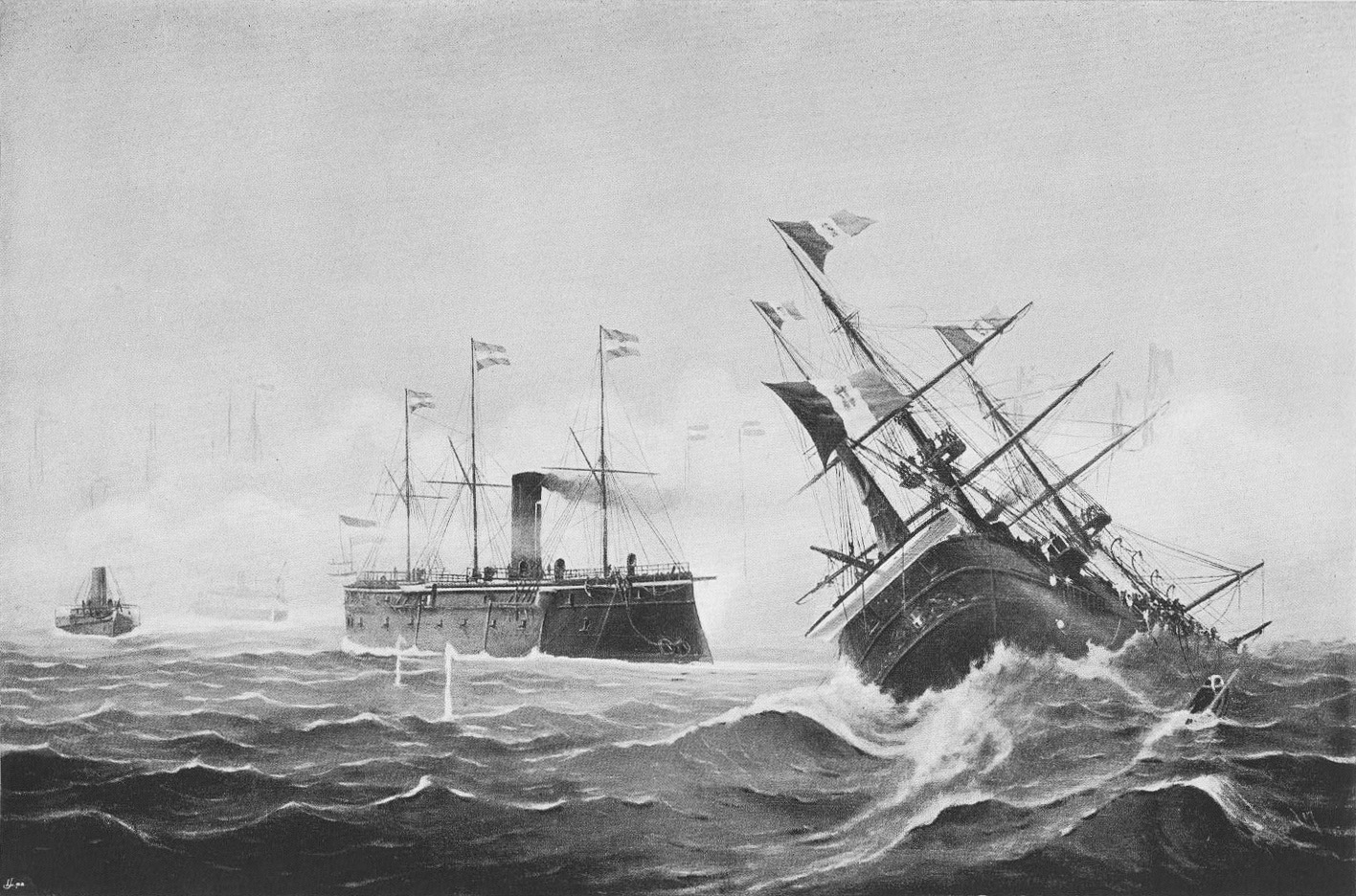
オーストリア装甲艦「フェルディナント・マックス」（左）の衝角攻撃を受け沈没するイタリア装甲艦「レ・ディタリア」

リッサ海戦（リッサかいせん、イタリア語: Battaglia di Lissa, ドイツ語: Seeschlacht von Lissa）は、普墺戦争中の1866年7月20日にアドリア海リッサ島（現在はクロアチア領ヴィス島）沖で、装甲艦9隻のイタリア軍と装甲艦7隻他のオーストリア軍との間で戦われた海戦である。オーストリア軍の勝利で終わった。

## 背景
オーストリア帝国とプロイセン王国の対立から始まった普墺戦争は、同じくオーストリアと対立していたイタリア王国の参戦で南欧にまで拡散した。イタリア王国軍は国家統合から僅かに5年後の戦いという事もあり、統一前に存在した旧各国軍の統合と元将兵らへの処遇などの諸問題が解決しておらず、混乱した状況下にあった。特に陸軍内での旧両シチリア王国（ナポリ王国）軍兵士たちの反抗は深刻なものがあった。かれらは、中世において南イタリア最大の権勢を誇っていた自分達が、当時は辺境の小国に過ぎなかったサルデーニャ王国の将軍らに率いられる事を屈辱と感じていた。
足並みの揃わない中、二手に分かれて進軍したイタリア王国軍は老大国オーストリアとの戦いに苦戦を強いられ、アルフォンソ・フェレロ・ラ・マルモラ元帥による指揮の稚拙さも手伝って主力軍がクストーザの戦いで手痛い敗北を喫する。イタリアはこの後、英雄ガリバルディ率いるアルプス軍団がベッツェッカでオーストリア軍に勝利したものの、大勢としては劣勢にあった。そのような中、1866年7月にプロイセン軍がケーニヒグレーツの戦いでオーストリア軍に大勝したとの報がもたらされた。
戦局の打開を望んでいたイタリア王国政府は、これに後押しされる格好で海軍に積極的な攻勢を指示し、1866年7月15日に海軍がアンコーナから出撃した。しかし海軍もまた、陸軍同様に主導権争いによる不和や、指揮系統の不備を抱えていた。

## 戦闘
イタリア海軍は18日からリッサ島に対する艦砲射撃を行い、これを受けて20日にオーストリア海軍が到着する。オーストリア海軍はイタリア海軍が揚陸の準備を行っている最中を突いて海戦を挑んだが、対するペルサーノ提督は「不審船」の目撃報告を受けていながらこれを無視し、イタリア海軍は隊形を整える時間を失った。
海戦は20日10時30分頃に始まった。装甲艦12隻を主力とするイタリア艦隊は、装甲艦のうち3隻を陸上砲台砲撃などのために分派しており、残る9隻が戦闘に参加した。オーストリア艦隊は装甲艦7隻と非装甲艦14隻から成っていた。
海戦の直前にイタリアの司令官ペルサーノ大将は旗艦を装甲艦「レ・ディタリア」から装甲艦「アフォンダトーレ」に変更したが、これは明らかな作戦上のミスで、大急ぎで陣形を組んでいたイタリア海軍の各艦艇に更なる混乱を招いた。結果、イタリア海軍は混乱した状況下のまま海戦に突入し、戦いはオーストリア海軍に有利に推移した。また、テゲトフ提督がオーストリア艦隊の全艦を投入したの比べて、ペルサーノ提督はイタリアの非装甲艦を戦闘に参加させなかった。
イタリア装甲艦隊は、旗艦変更時の混乱で前衛3隻と旗艦以下6隻の間が大きく開き、分離してしまった。オーストリア艦隊は、イタリア艦隊の前衛3隻をやりすごし、後続6隻をさらに前後に分断して旗艦以下の3隻を装甲艦戦隊7隻で、後衛艦を非装甲艦戦隊14隻で各個に集中攻撃する作戦に出た。
戦闘開始後、イタリア艦隊の旗艦と思われた「レ・ディタリア」が集中砲火を受けて舵機を損傷し、操舵不能となった後、11時20分にオーストリア艦隊旗艦の装甲艦「フェルディナント・マックス」による衝角攻撃を受けた。衝角により喫水線下に大きな破孔を生じた「レ・ディタリア」は数分で横転し、沈没した。オーストリア装甲艦に取り囲まれた2隻のイタリア装甲艦「パレストロ」、「サン・マルティーノ」も激しい攻撃を受けた。特に「パレストロ」は致命的な損傷を受けており、沈没を避けられない事を理解したカッペリーニ艦長は自責の念から艦艇と命運を共にする事を決め、これを知ったクルーらも退艦命令を固辞して艦長と船に残った。14時30分、「パレストロ」は火薬庫の誘爆によって沈没し、カッペリーニ提督は戦死した。
イタリア艦隊の後衛と交戦中のオーストリア非装甲艦戦隊は、「フェルディナント・マックス」と同様に衝角攻撃を試み、非装甲艦戦隊の旗艦である木造戦列艦（蒸気推進）「カイザー」がイタリア装甲艦「レ・ディ・ポルトガロ」への衝撃に成功する。しかし、装甲艦に対する木造艦の衝突は効果が少なく、「レ・ディ・ポルトガロ」の装甲の一部が脱落大破しただけで逆に「カイザー」は艦首を大破し、至近距離から「レ・ディ・ポルトガロ」の砲撃を受けて多くの死傷者を生じた。
戦闘は12時30頃に中断し、日没と共に両軍は引き上げた。

## 結果

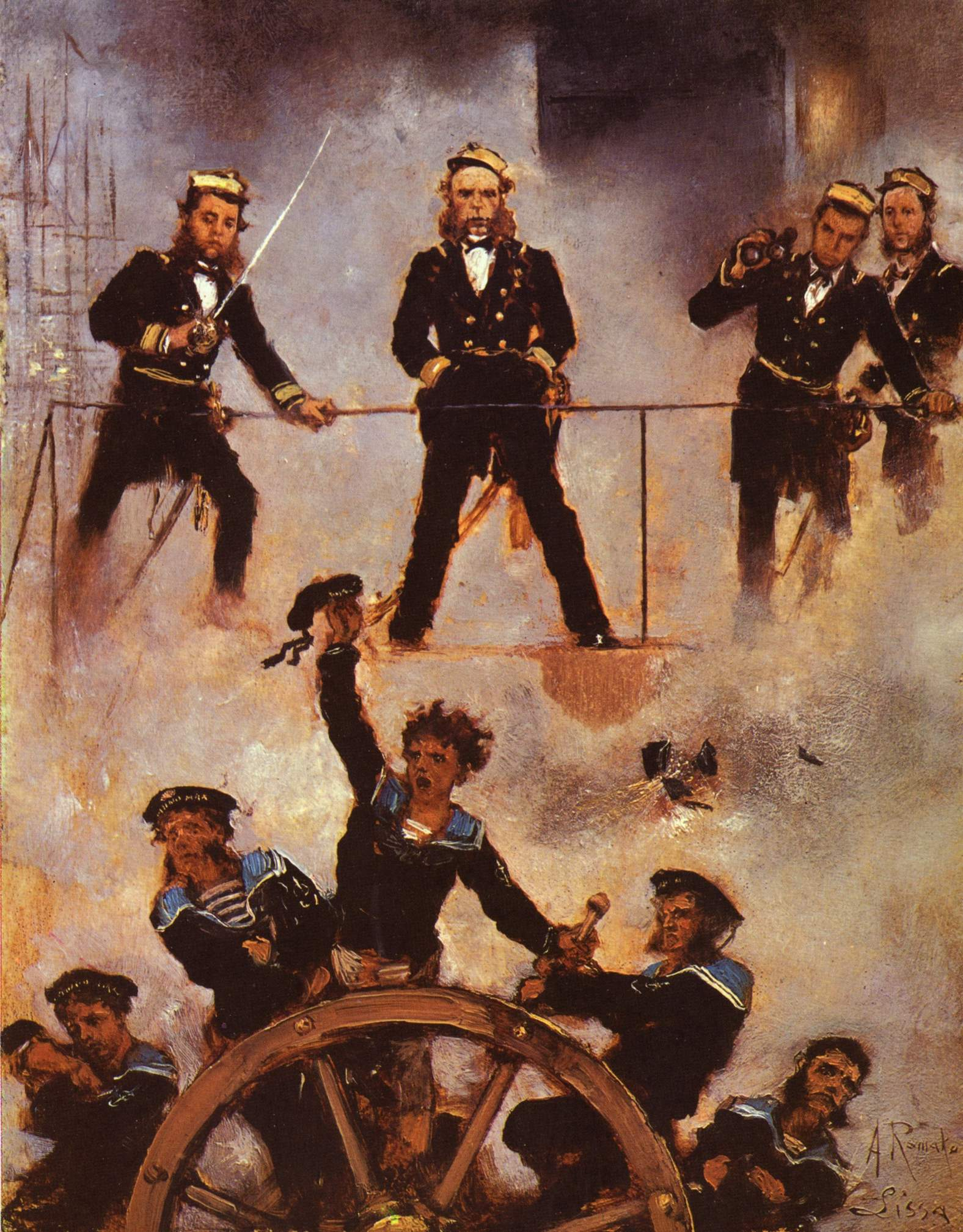
『リッサ海戦のテゲトフ提督』（アントン・ロマコ画）

戦訓としては「非装甲艦は装甲艦に対抗できない」事を示した戦いであったと言えるが、一方で「装甲艦に対するには衝角戦術が有効である」という認識が広まるきっかけにもなった。大砲や砲術の進歩によって衝角攻撃は成り立たなくなっていくが、それが常識的になるのは日清戦争や日露戦争の頃になってからであった。
指揮官の面ではオーストリア海軍のヴィルヘルム・フォン・テゲトフ提督がその名声を確たるものとした。テゲトフのかつての上司でメキシコ皇帝マクシミリアンはこの戦勝に接し以下のように称賛している。
| 「 | 神意が私をして他の道を歩ませたとしても、しかしそれだけにいまなお私の心に海の誉れの聖火が燃え上がっています。私が私の若き力の全てを捧げた豪勇な艦隊が、貴官の指揮の下、一八六六年七月二十六日という日を海軍史に血のチョークで記載したのをこの目にしたこの日こそ、わが最良の日でありました。なぜならリッサの勝利とともに貴官の名もあらゆる時代の海の勇者の一員に加わるからです！ | 」 |

これに対し、イタリア海軍のカルロ・ペルサーノ提督はその無能さを示すことになった。さらにペルサーノは自身の死によって責任を取った部下のカッペリーニとは対照的に、帰国後の報告で勝利を捏造して賞賛を得ようとする愚挙に出た。だが虚偽は程なく白日の下に晒され、ペルサーノは敗北のみならず捏造の責任まで問われて退役に追い込まれた。

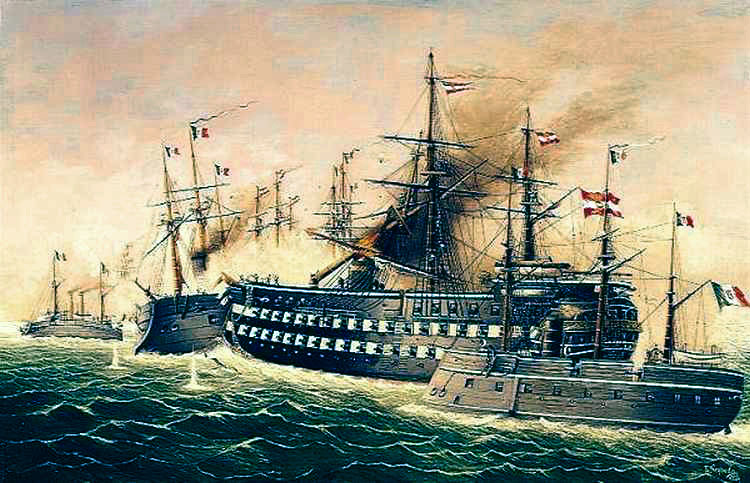
イタリア装甲艦「レ・ディ・ポルトガロ」に衝角戦を仕掛ける木造戦列艦「カイザー」。強度の差で逆に「カイザー」は艦首を損傷した。
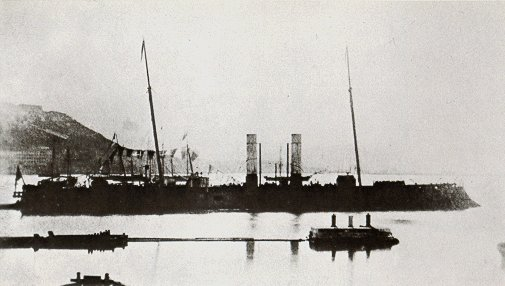
アフォンダトーレ
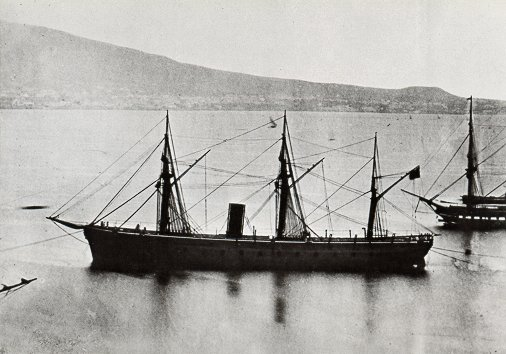
レ・ディタリア
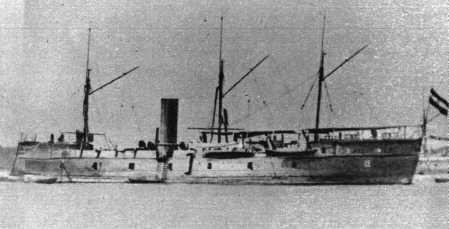
フェルデナンド・マックス
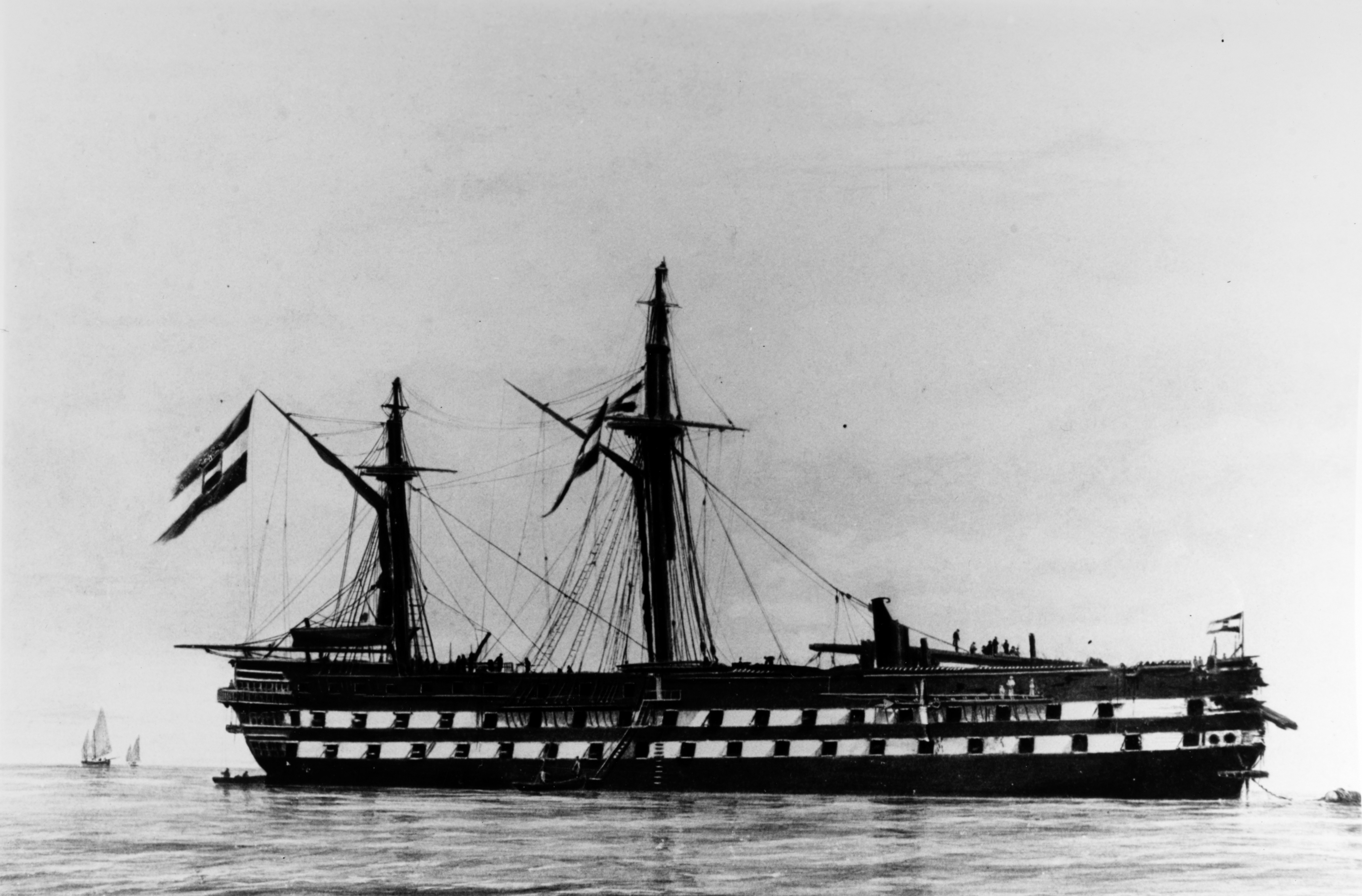
カイザー